# Miss Mundo 1967
Miss Mundo 1967 fue la 17.ª edición anual de Miss Mundo, cuya final se celebró en el Lyceum Theatre de Londres, el 16 de noviembre de 1967, transmitido por la BBC. 55 candidatas compitieron por la corona, cuya ganadora fue Madeline Hartog-Bel Houghton de Perú, fue coronada por Miss Mundo 1966, Reita Faria de India.

## Resultados
| Resultados Finales      | Finalistas |
| ----------------------- | --- |
| Miss Mundo 1967         | - Perú - Madeline Hartog-Bel Houghton |
| 1° Finalista            | - Argentina - María del Carmen Sabaliauskas |
| 2° Finalista            | - Guyana - Shakira Baksh |
| 3° Finalista            | - Israel - Dalia Regev |
| 4° Finalista            | - Reino Unido - Jennifer Lynn Lewis |
| Top 7                   | - Checoslovaquia - Alzbeta Strkulová - Alemania - Ruth Köcher |
| Semifinalistas (Top 15) | - Canadá - Donna Marie Barker - Chile - Margarita Téllez † - Estados Unidos - Pamela Valari Pall - Francia - Carole Noe - Ghana - Araba Martha Vroon - Italia - Tamara Baroni - Sudáfrica - Disa Duivestein - Suecia - Eva Englander |

## Candidatas
55 candidatas participaron en el certamen.
| - Alemania - Ruth Köcher - Argentina - María del Carmen Sabaliauskas - Australia - Judy Lockey - Austria - Christl Bartu - Bélgica - Mauricette Sironval - Brasil - Wilza de Oliveira Rainato - Canadá - Donna Marie Barker - Ceilán - Therese Fernando - Checoslovaquia - Alzbeta Strkulová - Chile - Margarita Verónica Téllez Gabell † - Chipre - Laila Michaelides - Corea - Chung Young-hwa - Costa Rica - Marjorie Furniss - Dinamarca - Sonja Jensen - Ecuador - Laura (Laurita) Elena Baquero Palacios - Estados Unidos - Pamela Valari Pall - Filipinas - Margarita (Maita) Favis Gómez † - Finlandia - Hedy Rannari - Francia - Carole Noe - Gambia - Janie Jack - Ghana - Araba Martha Vroon - Gibraltar - Laura Bassadone - Grecia - Mimika Niavi - Guyana - Shakira Baksh - Holanda - Monica van Beelen - Honduras - Alba María Bobadilla - Irlanda - Gemma McNabb - Islandia - Hrefna Wigelund Steinþórsdóttir | - Israel - Dalia Regev - Italia - Tamara Baroni - Jamaica - Laurel Williams - Japón - Chikako Sotoyama - Kenia - Zipporah Mbugua - Líbano - Sonia Faris - Luxemburgo - Marie-Joseé Mathgen - Malta - Mary Mifsud - Marruecos - Naima Benjelloun - México - María Cristina Ortal - Nigeria - Roseline Balogun - Noruega - Vigdis Sollie - Nueva Zelanda - Pamela McLeod - Panamá - Carlota Lozano - Perú - Madeline Hartog-Bel Houghton - Portugal - Teresa Amaro - Reino Unido - Jennifer Lynn Lewis - República Dominicana - Margarita Rosa Rueckschnat Schott - Sudáfrica - Disa Duivenstein - Suecia - Eva Englander - Suiza - Edith Fraefel - Tanzania - Theresa Shayo - Túnez - Rekeja Dekhil - Turquía - Nese Yazicigil - Uganda - Rosemary Salmon - Venezuela - Irene Böttger González - Yugoslavia - Aleksandra Mandic |

### Remplazos
- Francia - Jeanne Beck fue sustituida por Carole Noe.

## Sobre los países en Miss Mundo 1967

### Debut
- Checoslovaquia
- Panamá
- Tanzania
- Uganda

### Retiros
- Aruba
- Bahamas
- India
- Jordania
- Siria
- Surinam
- Trinidad y Tobago

### Regresos
- Compitió por última vez en 1959:
  -  Ghana
- Compitió por última vez en 1960:
  -  Kenia
- Compitió por última vez en 1963:
  -  Nigeria
- Compitió por última vez en 1964:
  -  Portugal
- Compitieron por última vez en 1965:
  -  Australia
  -  Austria
  -  Perú
  -  Túnez

### Crossovers
Miss Universo
| - 1966: Perú - Madeline Hartog-Bel Houghton (Top 15) - 1967: Austria - Christl Bartu - 1967: Bélgica - Mauricette Sironval - 1967: Canadá - Donna Marie Barker - 1967: Luxemburgo - Marie-Joseé Mathgen - 1967: Nueva Zelanda - Pamela McLeod - 1967: Reino Unido - Jennifer Lynn Lewis (Segunda finalista) - 1968: Líbano - Sonia Faris - 1968: Túnez - Rekeja Dekhil Miss Internacional - 1967: Ecuador - Laura (Laurita) Elena Baquero Palacios - 1969: Túnez - Rekeja Dekhil Miss Europa - 1967: Bélgica - Mauricette Sironval - 1967: Irlanda - Gemma McNabb - 1967: Luxemburgo - Marie-Joseé Mathgen - 1967: Reino Unido - Jennifer Lynn Lewis - 1968: Checoslovaquia - Alzbeta Strkulová | Miss Escandinavia - 1968: Dinamarca - Sonja Jensen - 1968: Noruega - Vigdis Sollie - 1968: Suecia - Eva Englander (Tercera finalista) - 1969: Islandia - Hrefna Wigelund Steinþórsdóttir Miss Maja - 1970: Túnez - Rekeja Dekhil Miss Caña de Azúcar - 1967: Ecuador - Laura (Laurita) Elena Baquero Palacios - 1967: República Dominicana - Margarita Rosa Rueckschnat Schott Miss Reina del Pacífico - 1968: Canadá - Donna Marie Barker - 1969: México - María Cristina Ortal Señora Mundo - 1986: Panamá - Carlota Lozano (Cuarta finalista) |